# Provincia de Sabana Centro
Sabana Centro es una provincia del departamento de Cundinamarca (Colombia) cuya capital es el municipio de Zipaquirá.
En 1990 se creó la Asociación de Municipios de Sabana Centro (Asocentro), con el objetivo de fomentar la solidaridad regional entre los municipios que conforman esta provincia.

## Contexto geográfico
Localizada al centro del departamento, es recorrida de norte a sur por el río Bogotá. En su territorio existen minas de sal en los municipios de Nemocón, Sesquilé y Zipaquirá; siendo la de Zipaquirá la más conocida, ambas minas están dedicadas al turismo. El territorio de la actual provincia fue poblado en la época prehispánica por los indígenas Muiscas. Gran parte del territorio se encuentra sobre la Sabana de Bogotá.

## Límites provinciales
- Norte: Provincia de Ubaté con el municipio de Tausa
- Sur: Distrito Capital con las localidades de Suba y Usaquén y Provincia del Guavio con el municipio de La Calera
- Occidente: Provincias de Sabana Occidente con los municipios de Funza, Madrid y Subachoque y Rionegro con el municipio de Pacho
- Oriente: Provincias del Guavio con los municipios de Guasca y Guatavita y Almeidas con los municipios de Suesca y Sesquilé

## Historia
La Provincia de Sabana Centro se crea a partir de la Ordenanza 023 de 1998, que establece la actual división del departamento de Cundinamarca en 15 provincias. Anteriormente la provincia de Sabana Centro estaba compuesta por los municipios de
Cajicá, Chía, Cogua, Distrito Capital, Gachancipá, Guasca, La Calera, Nemocón, Sopó, Tocancipá y Zipaquirá, incorporando a Cota, Tenjo y Tabio, de la Provincia de Sabana Occidente, pero segregándole los municipios de La Calera y Guasca, que pasaron a hacer parte de la Provincia del Guavio.

## Organización territorial
Actualmente está compuesta por once municipios que son:
- Cajicá
- Chía
- Cogua
- Cota
- Gachancipá
- Nemocón
- Sopó
- Tabio
- Tenjo
- Tocancipá
- Zipaquirá (Capital de la Provincia)

## Galería fotográfica

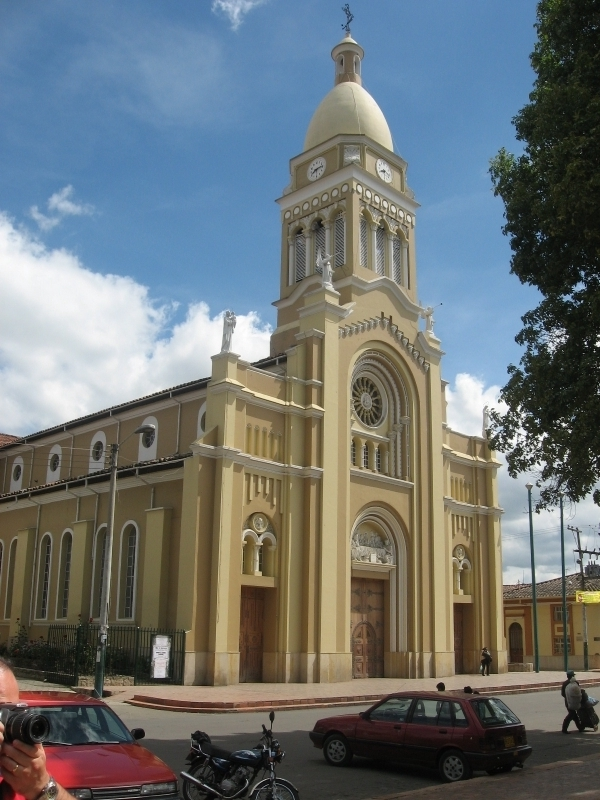
Iglesia de la Inmaculada Concepción de Cajicá.
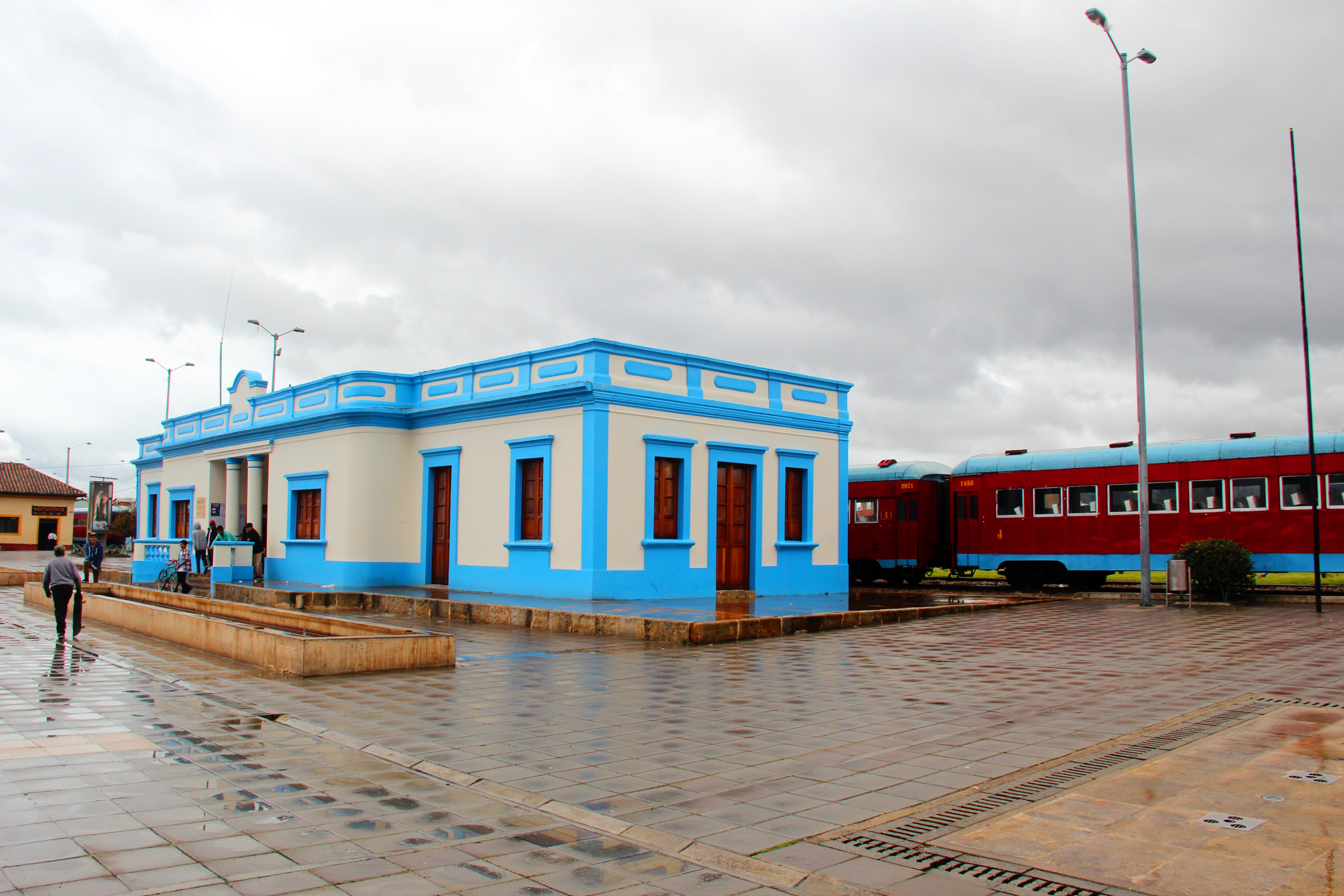
Estación del Ferrocarril de Cajicá.
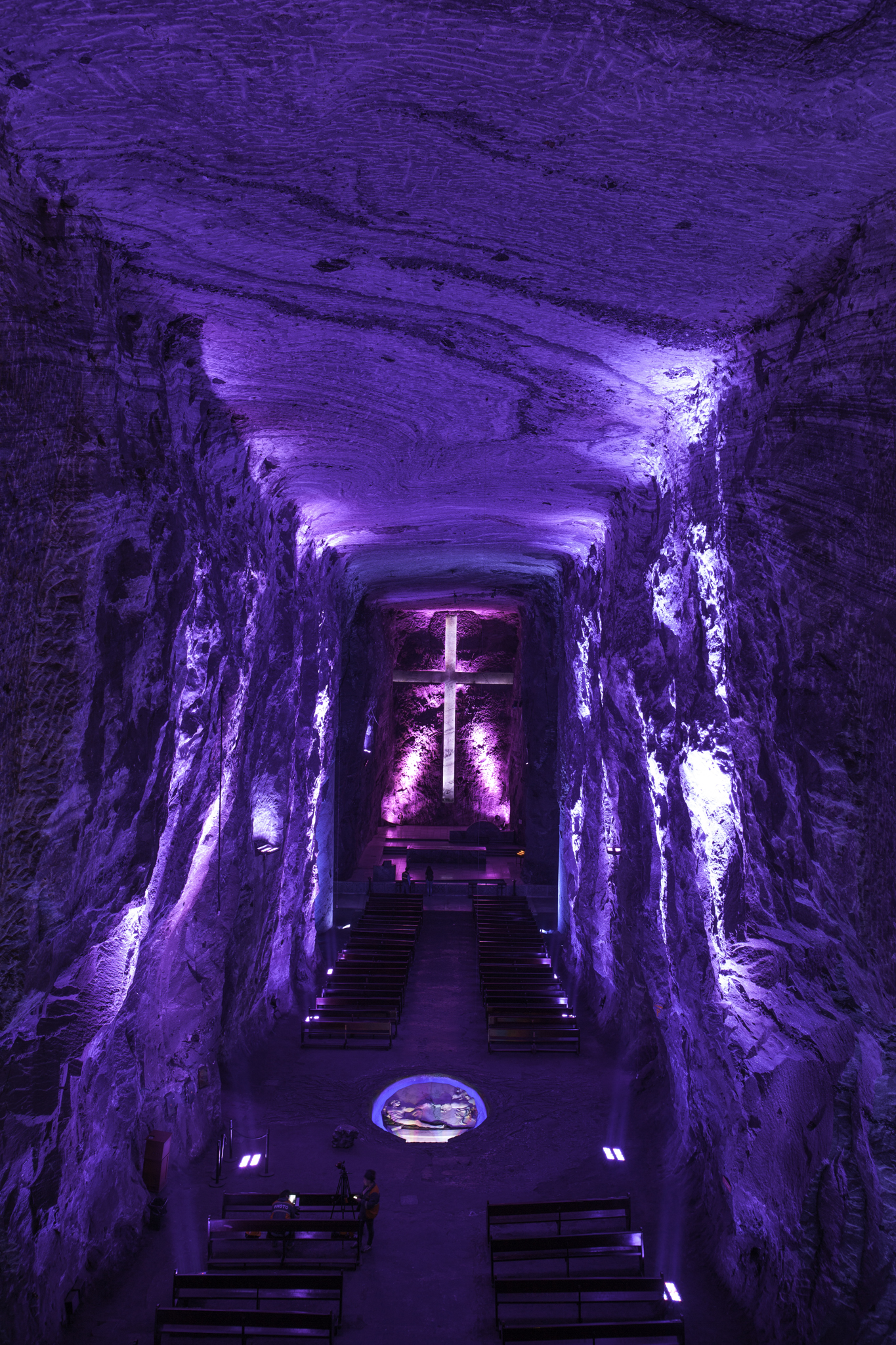
Catedral de Sal en Zipaquirá
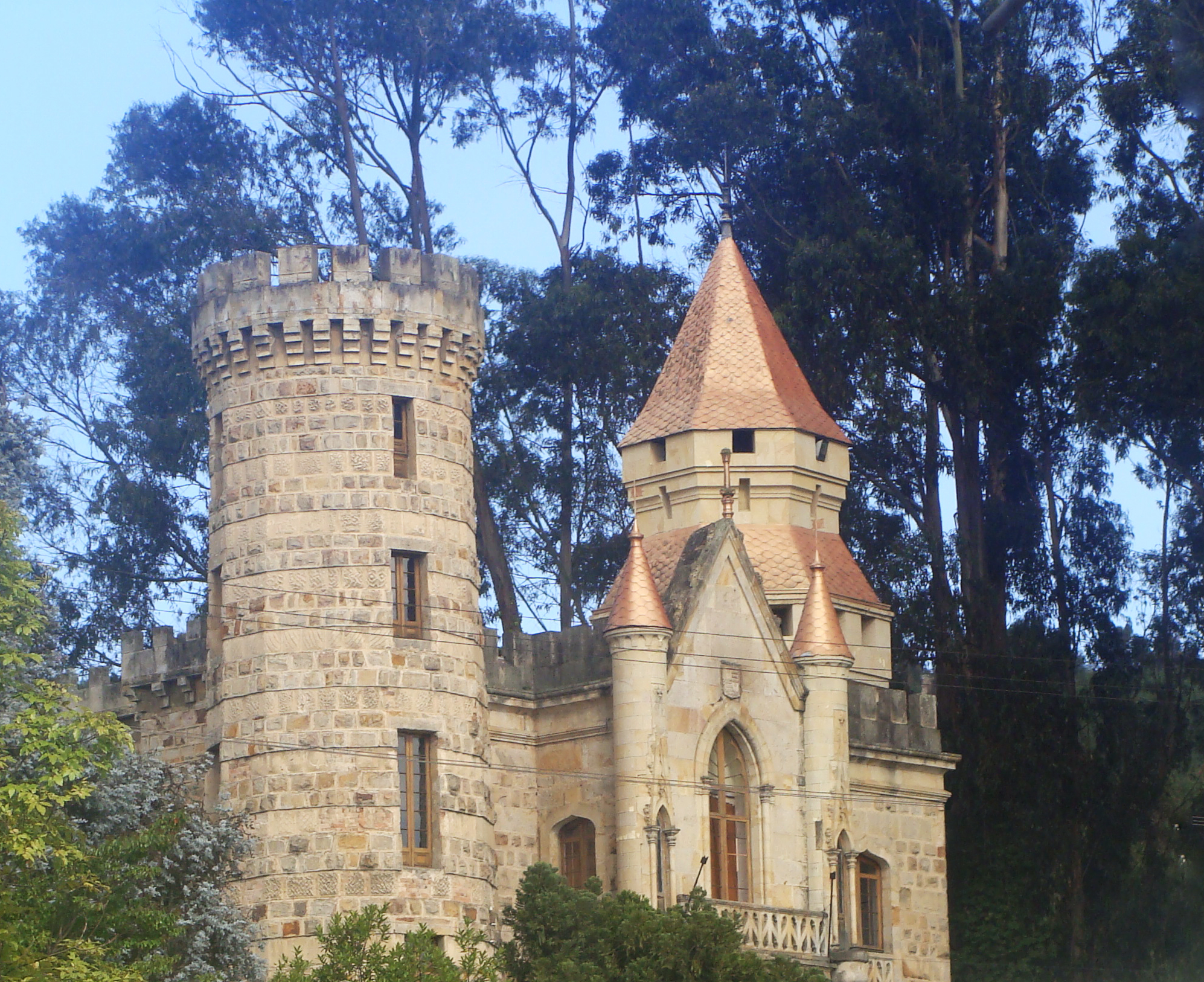
Castillo Marroquín, en Chía.
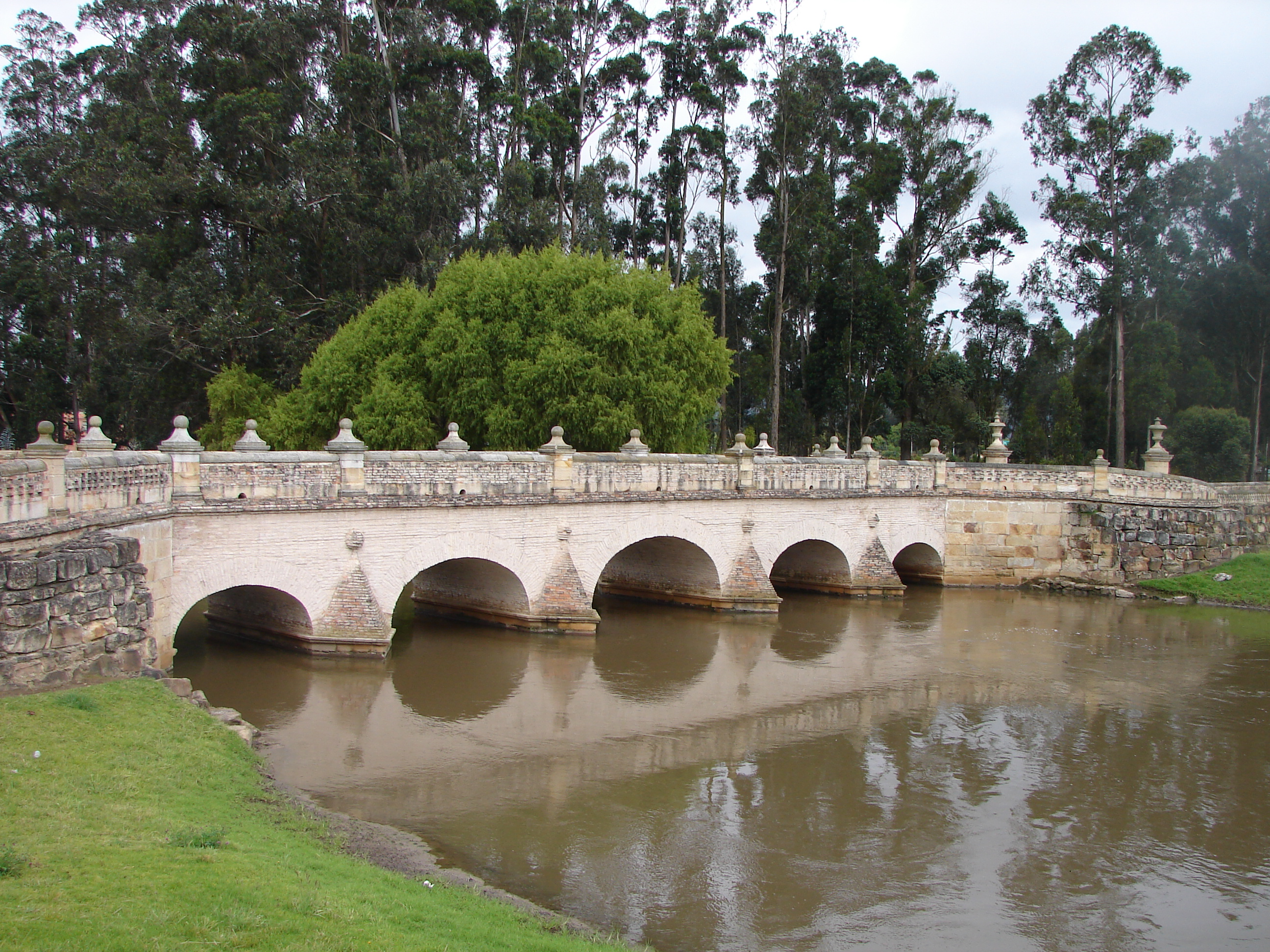
Puente del Común, en Chía junto al río Bogotá.
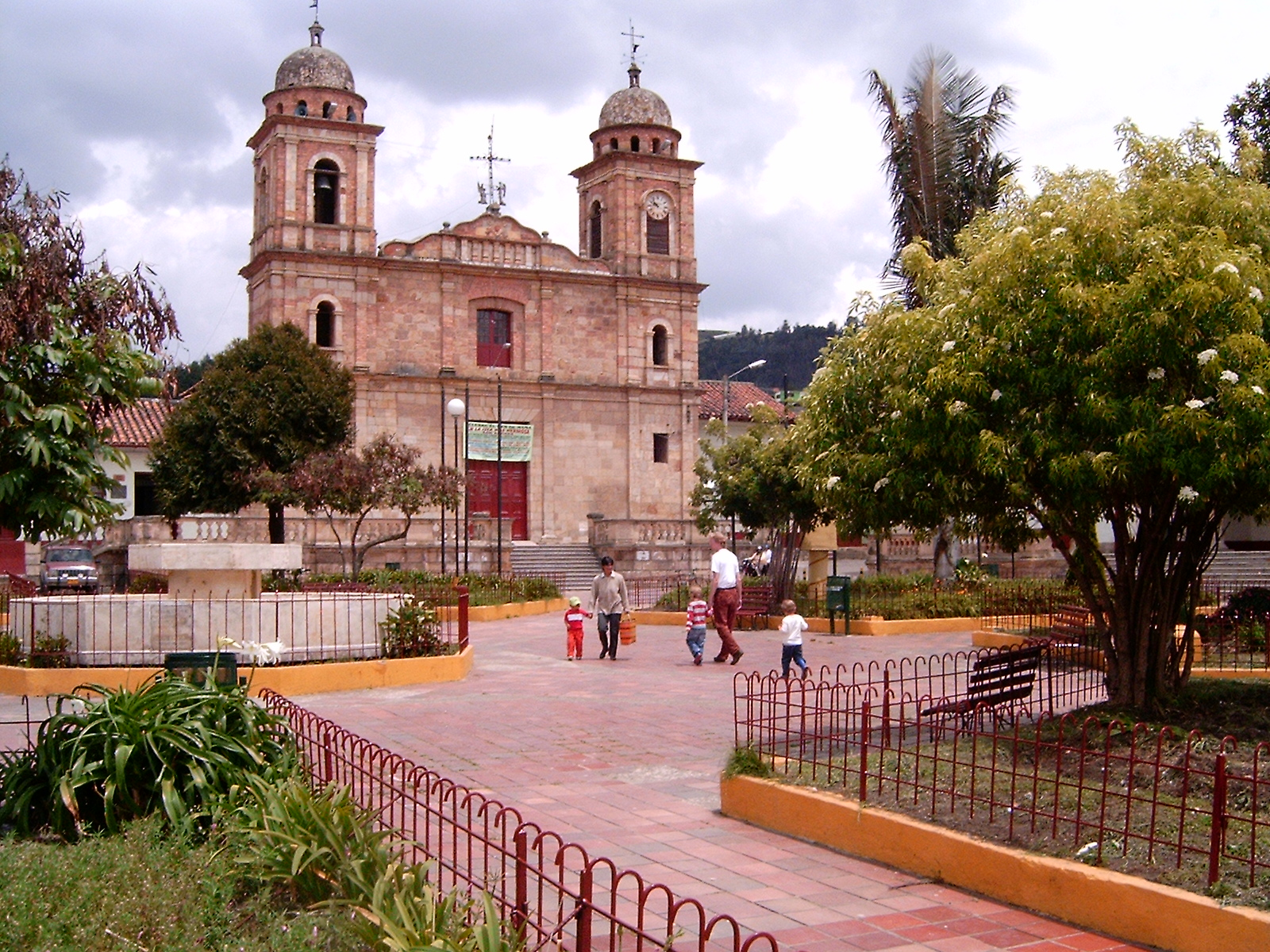
Iglesia de San Francisco de Asís de Nemocón.
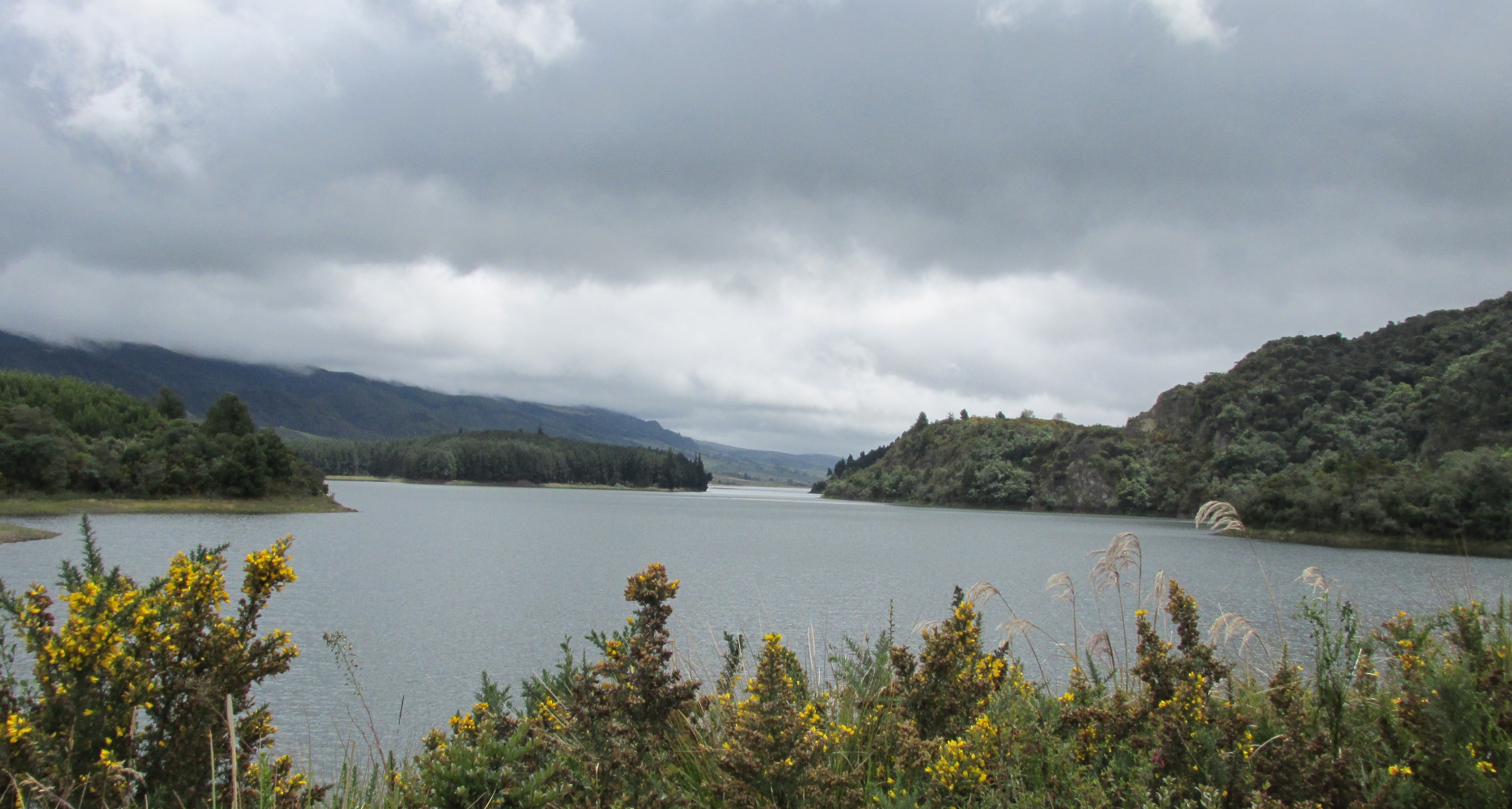
Embalse del Neusa, en Cogua.
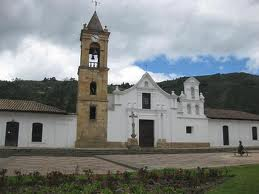
Iglesia San Bartolomé de Gachancipá.
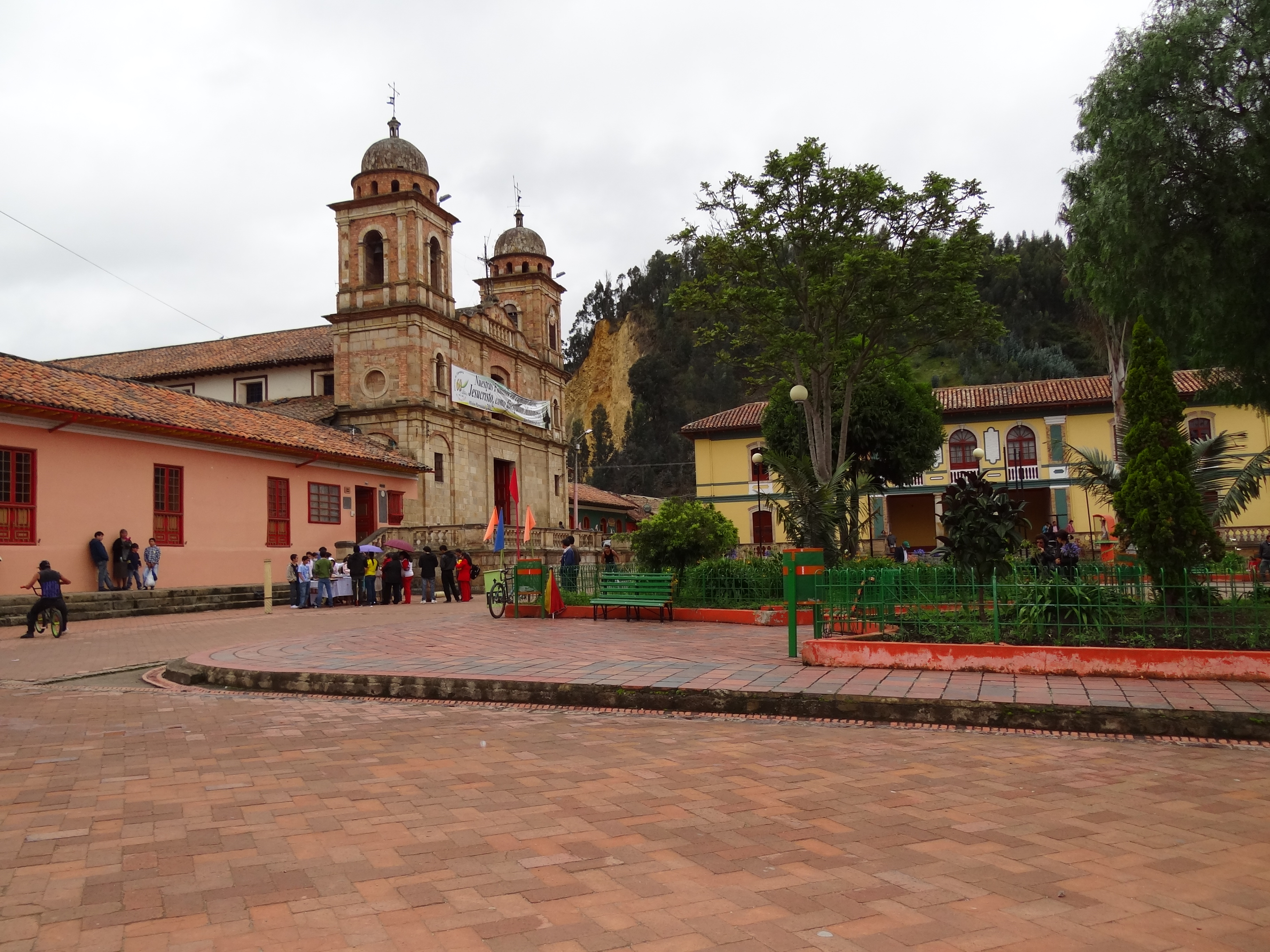
Parque Principal de Nemocón.
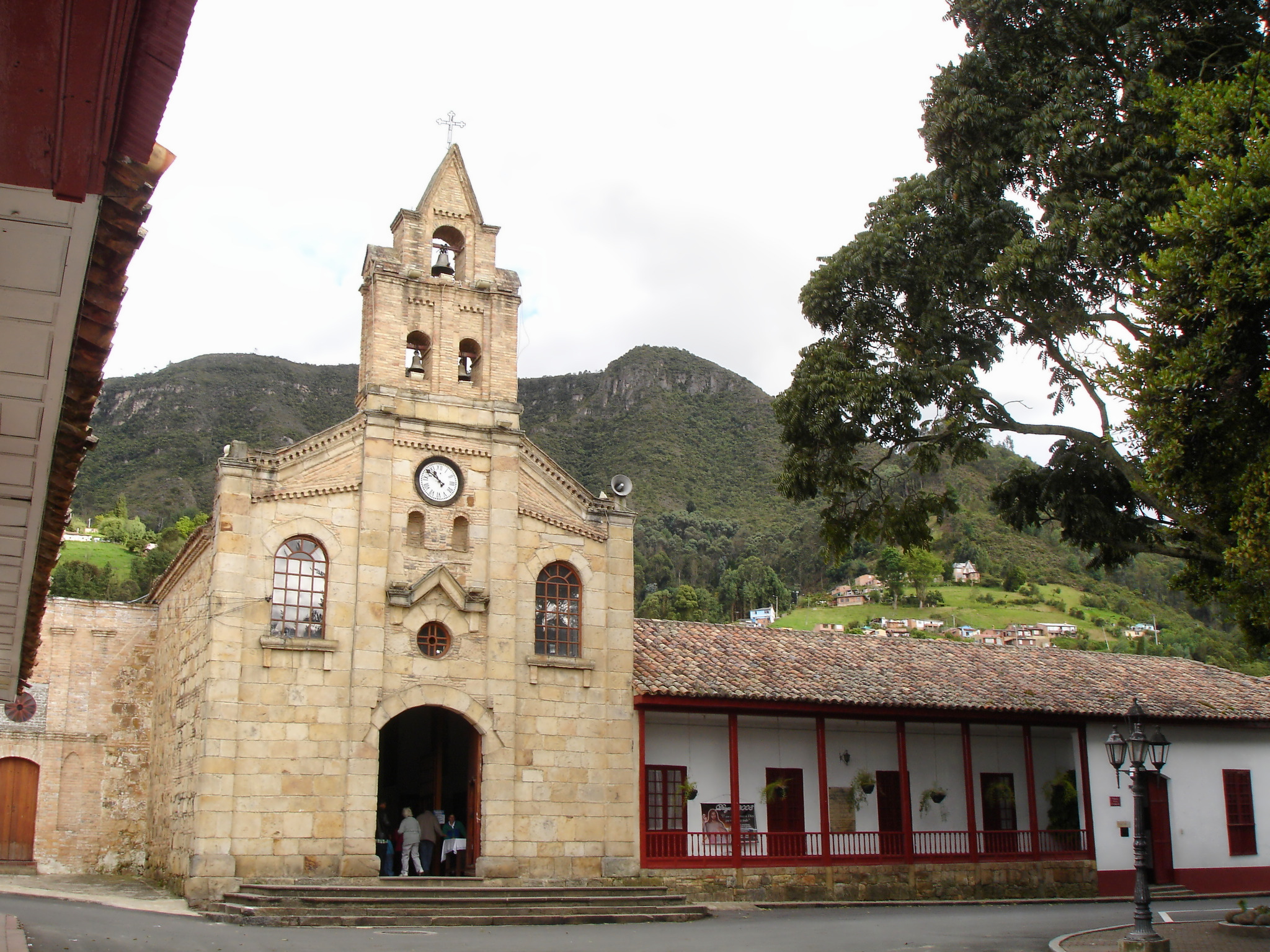
Iglesia Divino Salvador de Sopó.
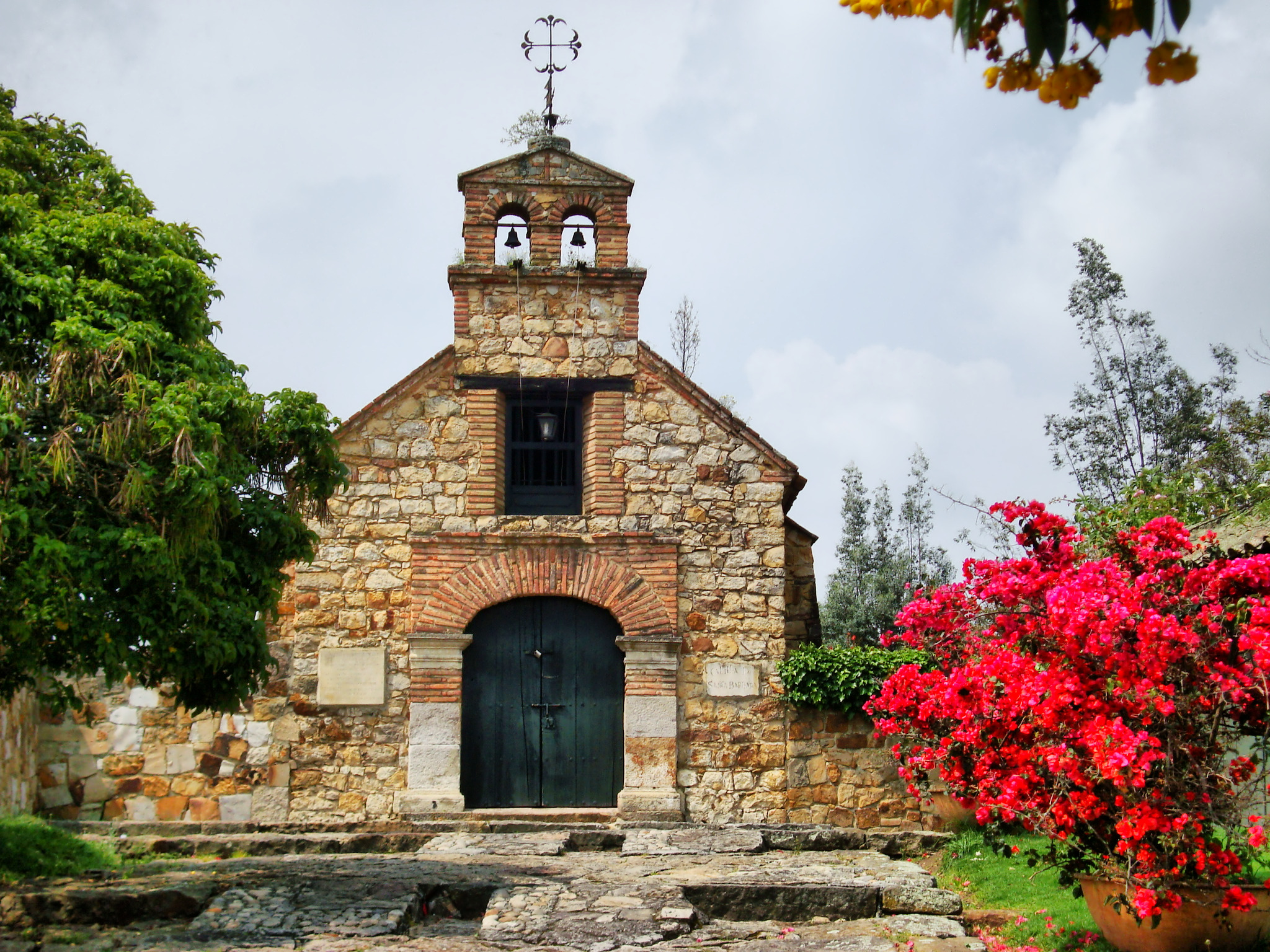
Capilla Doctrinera Santa Bárbara de Tabio.
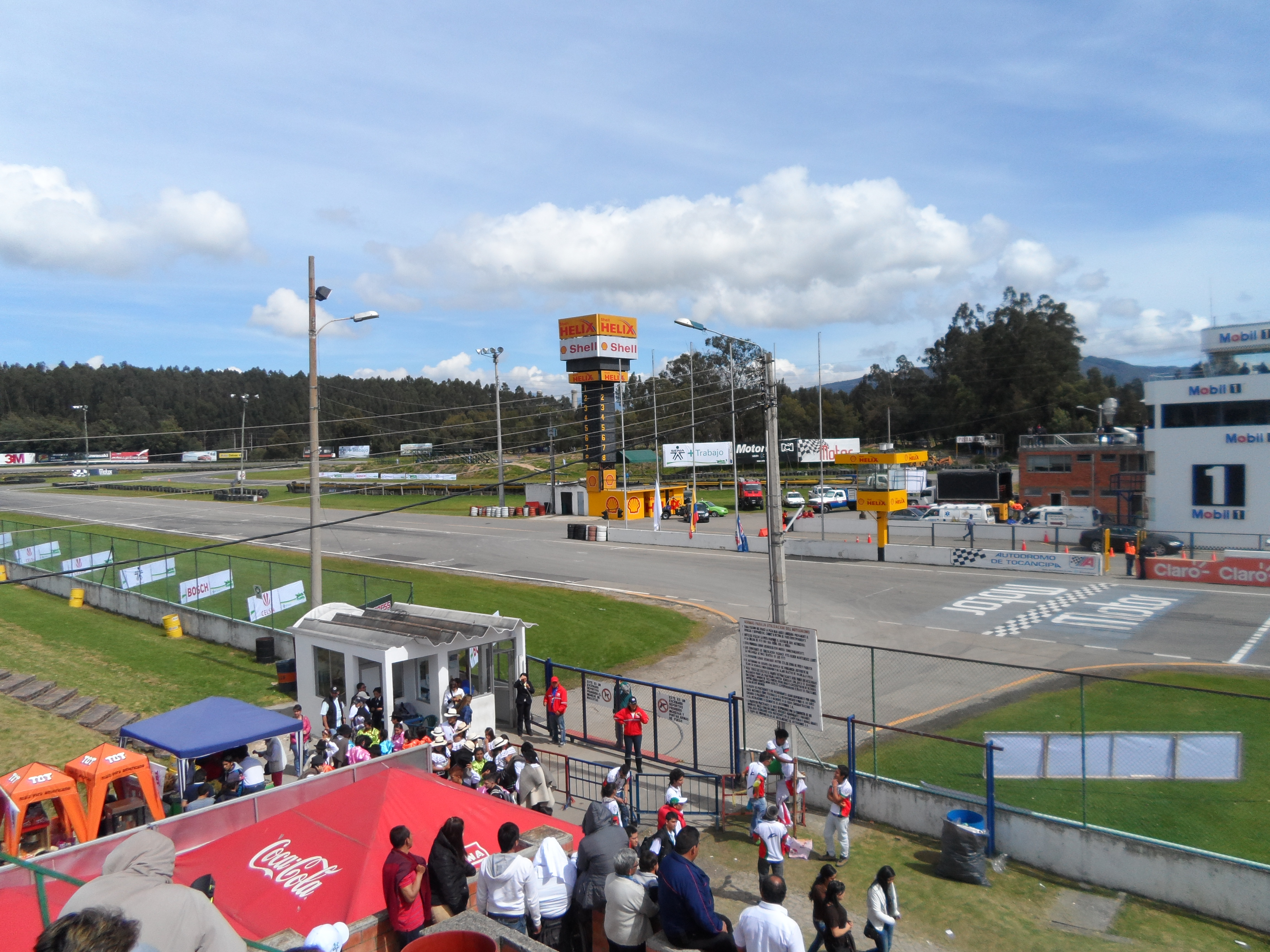
Autódromo de Tocancipá.
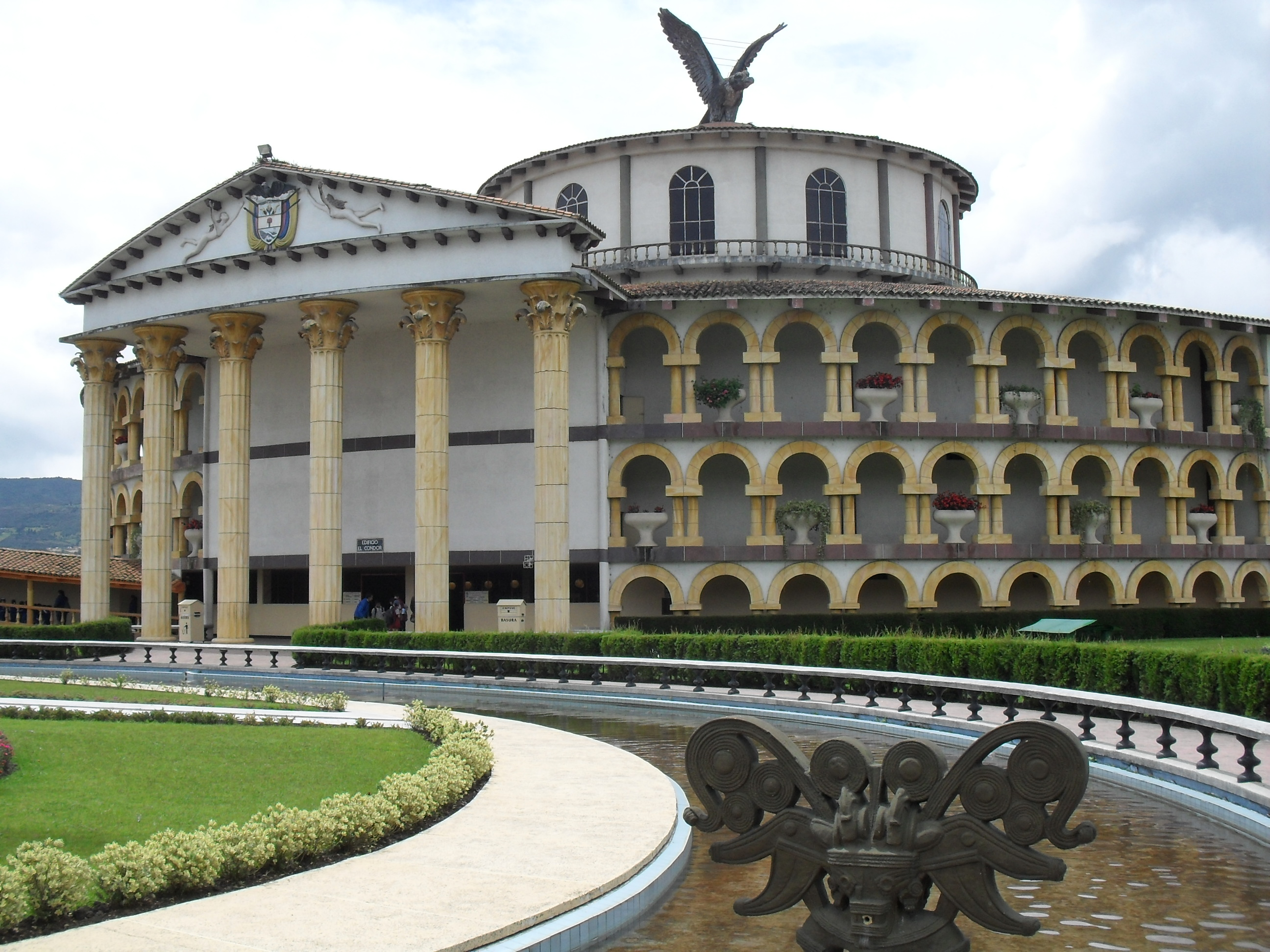
Entrada del Parque Jaime Duque, en Tocancipá.
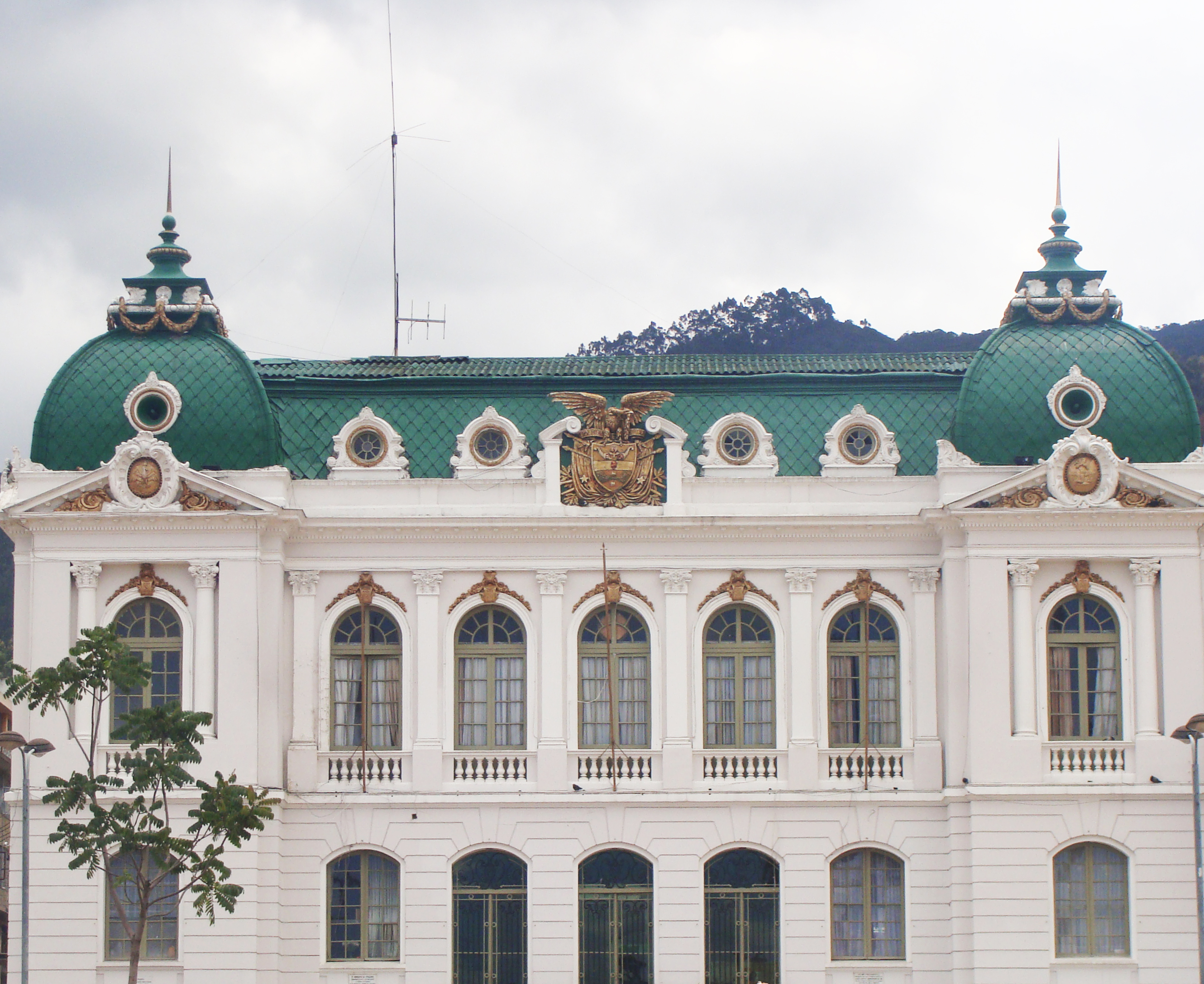
Palacio Municipal de Zipaquirá.
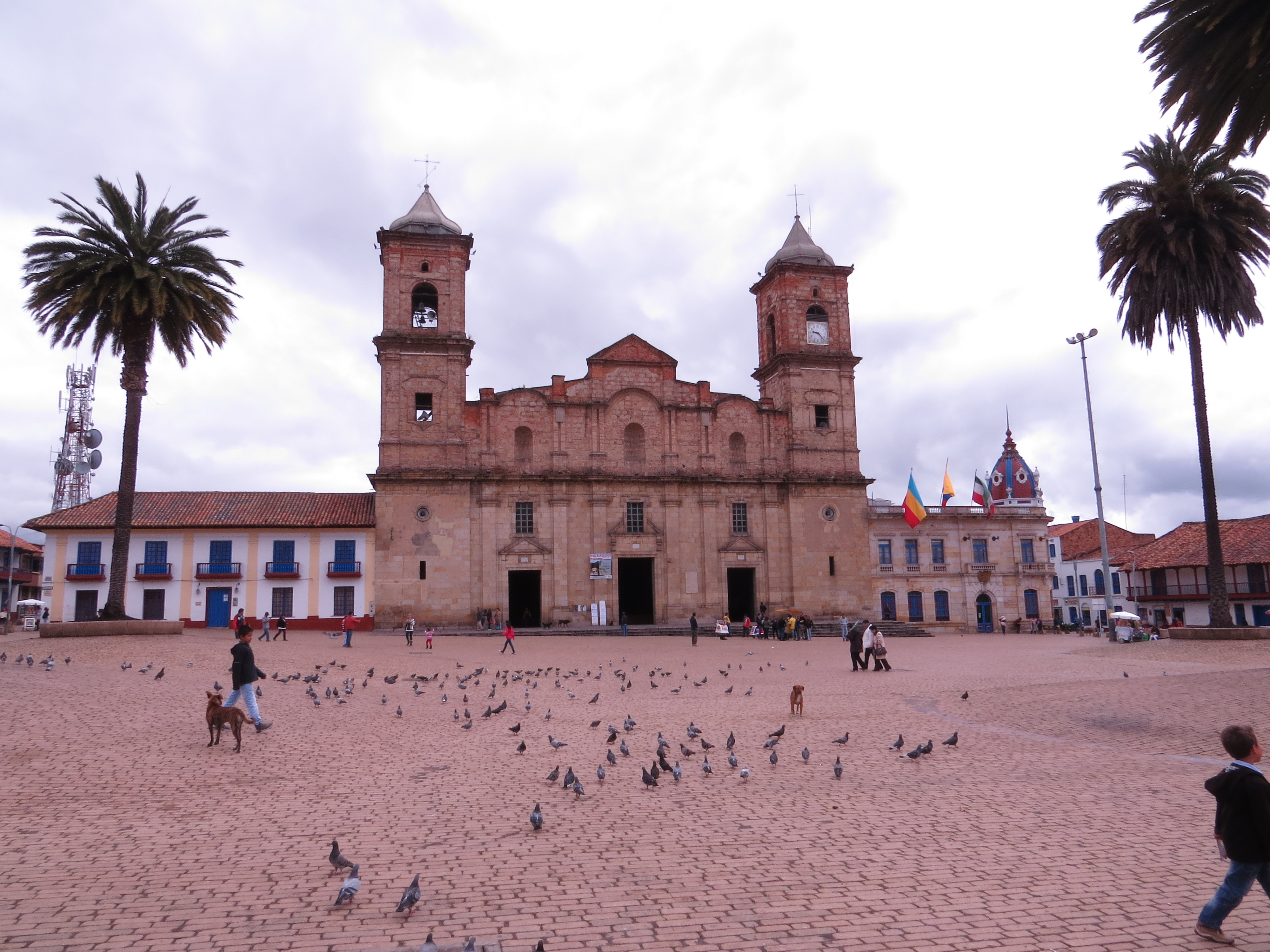
Catedral de la Santísima Trinidad, San Antonio de Padua y Nuestra Señora de la Asunción de Zipaquirá.